# Grorud (przystanek kolejowy)
Grorud – kolejowy przystanek osobowy w Furuset, w regionie Oslo w Norwegii, jest oddalony od Oslo Sentralstasjon o 10,50 km. Jest położony na wysokości 127 m n.p.m.

## Ruch pasażerski
Leży na linii Hovedbanen. Jest elementem  kolei aglomeracyjnej w Oslo. Przez stację przebiegają pociągi linii 400.  Stacja obsługuje Oslo Sentralstasjon, Drammen, Asker, Lillestrøm i Skøyen.
| Numer | Stacja początkowa | stacja końcowa |
| ----- | ----------------- | -------------- |
| 400   | Drammen           | Lillestrøm     |

Pociągi linii 400 odjeżdżają co pół godziny; na odcinku między Asker a Lysaker jadą trasą Drammenbanen a  między Oslo Sentralstasjon a Lillestrøm jadą trasą Hovedbanen. 

## Obsługa pasażerów
Wiata, poczekalnia, automat biletowy, parking na 40 miejsc, parking rowerowy, automat z żywnością, autobus, ułatwienia dla niepełnosprawnych.. Odprawa podróżnych odbywa się w pociągu.